# Gmina Dziadowa Kłoda
Die Gmina Dziadowa Kłoda ist eine Landgemeinde im Powiat Oleśnicki, in der Woiwodschaft Niederschlesien im südwestlichen Teil Polens. Gemeindesitz ist das Dorf Dziadowa Kłoda (deutsch Kunzendorf).

## Geografie
Das Gemeindegebiet erstreckt sich östlich der Kreisstadt Oleśnica und grenzt im Süden an die Woiwodschaft Opole und im Osten an die Woiwodschaft Großpolen.

## Geschichte
Bis 1945 war Kunzendorf eine Gemeinde im Landkreis Groß Wartenberg, Regierungsbezirk Breslau der Provinz Schlesien.

## Gemeindegliederung
Die Gmina Dziadowa Kłoda gliedert sich in 9 Ortsteile mit einem Schulzenamt (sołectwo):
| - Dalborowice (Dalbersdorf) - Dziadowa Kłoda (Kunzendorf) - Dziadów Most (Ulbersdorf) - Gołębice (Galbitz) - Gronowice (Grunwitz) | - Lipka (Schönau) - Miłowice (Mühlwitz) - Radzowice (Reesewitz) - Stradomia Dolna (Nieder Stradam) |

## Verkehr
Im Gemeindegebiet lagen die Halte Dziadowa Kłoda, Gołębice und Radzowice an der Bahnstrecke Syców–Bukowa Śląska.

## Persönlichkeiten
- Margarete Loewe (1854–1932), Malerin, Grafikerin und Radiererin, geboren auf Gut Schollendorf
- Rudolf Rusche (1857–1938), preußischer Generalleutnant, geboren in Dalbersdorf